# Courrier du Valais
 (mai 2025).
Motif : Absence de source secondaire centrée pour un des nombreux journaux apparus et disparus autour de 1848 en Suisse. On peut même considérer que l'article est un TI.
- Archive Wikiwix
- Bing
- Cairn
- DuckDuckGo
- E. Universalis
- Gallica
- Google
- G. Books
- G. News
- G. Scholar
- Persée
- Qwant
- (zh) Baidu
- (ru) Yandex
- (wd) trouver des œuvres sur Wikidata

| 1. | Préciser le motif de la pose du bandeau. | Précisez le motif de la pose du bandeau en utilisant la syntaxe suivante : {{admissibilité à vérifier\|date=mai 2025\|motif=remplacez ce texte par le motif}}                           |
| 2. | Informer les utilisateurs concernés.     | Pensez à avertir le créateur de l'article, par exemple, en insérant le code ci-dessous sur sa page de discussion : {{subst:avertissement admissibilité à vérifier\|Courrier du Valais}} |

Le Courrier du Valais est un journal suisse fondé en 1843 à Sion, en Valais, par des libéraux modérés désireux de promouvoir une opinion libérale équilibrée et de réconcilier les divergences au sein du mouvement libéral de l’époque. Il s'inscrit dans un contexte de tensions internes entre conservateurs et radicaux, avec l'objectif de créer un espace de dialogue où les citoyens pourraient s’exprimer et s’informer sans appartenir à un camp extrême.
Au début des années 1840, une fracture se manifeste au sein du mouvement libéral en Valais. Des libéraux modérés désapprouvent les actions anarchiques menées par certains groupes radicaux, notamment les Jeunes Suisses, et critiquent l’attitude de L’Écho des Alpes, qui semble tolérer ces excès. Un groupe d’hommes modérés, en majorité issus du Grand Conseil, cherche alors à établir un journal d'opinion libérale modérée, ni trop conservatrice ni trop radicale.
Le 29 novembre 1842, un prospectus annonce la naissance prochaine d’un nouveau journal qui s’engagera sur un terrain neutre, accessible à tous, où chacun pourrait partager ses idées tout en respectant les divergences. Le journal se positionne ainsi comme une alternative au journal radical L'Echo des Alpes et au journal conservateur La Gazette du Simplon.

## Historique

### Parution et ligne éditoriale
Le Courrier du Valais fait sa première parution le 1er janvier 1843, avec la devise Union et Progrès. Il est publié à Sion, sur les presses de Louis Advocat, et dirigé par Joseph Rion, puis Louis Ribordy. Parmi ses rédacteurs figurent des personnalités influentes comme Louis Joris, le Dr Grillet, Charles-Louis de Bons et Joseph-Hyacinthe Barman.
Le journal traite principalement des affaires du Valais, de la Confédération suisse et des nouvelles internationales. Il publie ses numéros le samedi et le dimanche, offrant une lecture accessible à un large public pour un abonnement annuel de 7 francs, à une époque où un kilo de pain coûtait 34 centimes. Il s’engage également en faveur de l'instruction publique, arguant que l'éducation est essentielle pour comprendre les institutions et défendre les intérêts des citoyens.

### Réactions et première fin de publication en 1844
À sa création, le journal suscite des réactions très partagées. Alors que certains saluent la modération de son ton, d'autres l’accusent de tiédeur politique et de trahison. L’Écho des Alpes, qui se distingue par son approche plus radicale, engage une polémique violente à l'encontre du nouveau journal.
Malgré les tensions internes, le Courrier parvient à se faire une place sur la scène politique. Toutefois, la situation politique se dégrade dès 1844 lorsque les conservateurs instaurent un régime théocratique et imposent des restrictions à la presse, le Courrier du Valais annonce le 31 décembre 1844 la cessation définitive de ses activités en déclarant : « Nous mourons sous l’étreinte de fer qui étouffe notre voix. »

### Nouvelle publication dès 1849
En janvier 1849, après plus de dix ans de tensions internes et de bouleversements politiques en Valais, le Courrier du Valais renaît sous la direction de Louis Ribordy, succédant ainsi au Journal du Valais. Ce retour se fait dans un contexte de réconciliation après la guerre civile de 1847, qui a laissé des cicatrices profondes.
Le Courrier, bien que porté par des libéraux modérés, n'a pas pour objectif de raviver les querelles passées, mais plutôt de rechercher une « idée plus haute » pour la presse. Il aspire à pacifier le pays et à favoriser son développement. Le journal cherche à se concentrer sur les améliorations matérielles dont le Valais a besoin, tout en restant fidèle aux principes libéraux et en promouvant une vision de progrès réel.
Plusieurs personnalités politiques participent à la rédaction du journal : 
- Charles-Louis de Bons[5], de 1847 à 1850)[7]
- Maurice Claivaz de 1849 à 1857

### La fin duCourrier du Valais
En 1857, les porteurs des idées libérales sont exclus du gouvernement, malgré la présence de 33 députés sur 86.
Face à ce rejet de la politique de compromis et à l’échec de la réconciliation, Elie Gay, gérant du Courrier, quitte le journal, déçu. Le Courrier annonce alors sa fermeture définitive, le 30 décembre 1857, dans un dernier édito qui déclare : « notre tâche est terminée ». Le journal reconnaît avoir été trop optimiste en croyant que la paix et le rapprochement des partis étaient possibles, et se résigne à fermer ses portes après une série d'échecs politiques.
Dans son dernier numéro, le Courrier déplore la fin de son projet de pacification et de dialogue, et critique l'ascension de régimes autoritaires, comparant l'extinction de la presse libre à la substitution de la raison par la force. Le Courrier du Valais suit ainsi le destin d'autres organes de presse valaisans, tels que l'Echo des Alpes, qui ont été supprimés sous l’étreinte de régimes réactionnaires.